# 장시궈
장시궈(張系國, 1944∼)는 타이완의 작가이다.

## 생애
장시궈(張系國)는 1944년 충칭(重慶)에서 출생하였고, 어릴 때 부친을 따라 타이완으로 이주하여 지난날 한때 타이완의 신주(新竹)에서 잠시 유년기를 보낸 적이 있다. 어려서부터 ≪수호전≫을 즐겨 읽었고 고교 시절 SF소설에 심취해, 1962년 신주고교를 졸업하고 타이완대학 전자기계공학과에 입학하면서 습작을 시작했다. 장시궈는 사르트르의 ≪벽≫, ≪출구 없음≫, ≪변신≫ 등의 글들을 읽고서 새로운 실존주의적 삶의 방식에 자극을 받아 19세에 ≪피 목사 정전(皮牧師正傳)≫(1963)을 써서 자비로 출판하게 된다. 대학 3, 4학년 때 ≪연합보(聯合報)≫, ≪대학논단(大學論壇)≫, ≪대학신문(大學新聞)≫에 기고했던 당시의 소설, 평론 등의 원고들은 ≪아담의 배꼽(亞當的肚臍眼)≫으로 묶어 1971년 출판했다가 후에 ≪공자의 죽음(孔子之死)≫으로 제목을 바꾸어 다시 출판했다.
현대 지식인의 고뇌하는 모습을 담은 장편소설 ≪장기왕(棋王)≫(1975), 중국 유학생의 ‘댜오위다오(釣魚島) 사수 시위’를 배경으로 한 장편소설 ≪어제의 분노(昨日之怒)≫(1978), 조국으로부터 멀리 떨어진 중국인들을 소재로 한 단편집 ≪떠도는 영혼의 조곡(遊子魂組曲)≫(1989) 등을 발표했는데, 그의 소설은 현실을 반영하고 인생에 관심을 가지며 이상적인 주장을 표현하고 있는 것으로 평가되고 있다.
장시궈는 과학자이자 소설가로, 컴퓨터 및 물리학 등에 관한 연구와 후진 양성에 매진하면서 동시에 활발한 작품 활동을 하고 있다. 특히 역사학자나, 웰스와 아이작 아시모프 같이 역사의식을 가진 작가들의 SF소설류에 관심을 가졌으며, 그 자신도 전공을 살려 SF소설을 쓰게 된다. 유학 초기에 나온 소설집 ≪땅(地)≫(1970)에 수록된 ＜초인열전(超人列傳)＞이 그의 첫 SF소설 작품이다. 1976년부터 SF소설 창작에 더욱 집중하면서 ≪성운조곡(星雲組曲)≫(1980)을 바탕으로 해 유명한 ≪성(城)≫ 삼부작을 출간했다.
이후 ≪중국시보(中國時報)≫와 함께 ‘중국어 SF소설 상’을 만들고 ≪환상(幻象)≫이라는 잡지를 창간했다. 장시궈는 SF소설을 “인류가 처한 상황을 더욱 깊이 있게 돌아보게 하는 장르”, “다른 각도에서는 지식인들의 미래에 대한 탐색”이라고 평가한다. 그는 중국 문화가 원래 “SF소설과 관련한 소설적 전통이 풍부하다”고 하면서, 거슬러 올라가면 도연명(陶淵明)의 ≪도화원기(桃花源記)≫도 이러한 장르에 속한다고 말한 바 있다.
1965년 타이완대학에서 이공학 학사 학위를 취득하고 이듬해 미국으로 유학 가서 캘리포니아 버클리대학 전자기계공학과에 입학해 1969년 박사학위를 받았다. 코넬대학 부교수, 일리노이대학 이공학원 전자공학과 교수 및 학과장을 역임하고, 피츠버그대학 기계공학과 학과장 및 타이완 중앙연구소의 컴퓨터공학 연구원으로 재직 중이다.

## 장기왕
오목에 천재적인 능력을 가진 한 소년을 중심인물로 해 이야기가 펼쳐진다. 12∼13세가량 되어 보이는 왜소한 몸집에 독특한 두상을 가진 소년은 ‘오목 신동’으로 불리며 ＜신동세계＞ 프로그램에 출연이 결정되었다. 그러나 우연히 이 소년이 가진 미래를 꿰뚫어 보는 능력에 대해 알게 된 청링 형제들과 그 주변 인물들이 소년에 대해 가지게 되는 각기 다른 욕망들이 다양한 형태로 작용하며 스토리가 전개되고 있다. 어떤 이는 방송 시청률을 올리는 데에, 어떤 이는 돈 버는 데에, 어떤 이는 미래 세계를 예측하는 데에 욕망을 드러낸다.
1978년에 처음 연재되었던 작품임에도 불구하고, 30년이 지나도록 장시궈의 작품 중에서 가장 많은 사랑을 받아 왔다. 저자도 애정을 가지고 가장 많이 손을 본 작품으로, 발표된 후에도 영화, 드라마, 뮤지컬 등으로 계속해서 장르를 바꾸어 연출되었다.
이 작품의 특징으로 우선, 타이베이가 가지는 특징들을 잘 담아내어 도시를 살아가는 현대인들이 공감할 수 있는 익숙한 인물들을 등장시켰다는 점을 들 수 있다. 출퇴근 시간의 복잡한 타이베이 시내의 모습, 언제나 변함없는 우리 골목의 이웃 사람들, 성장 지향의 도시 속을 살아가는 지식인의 삶, 일을 하지만 그것이 내가 정말 하고 싶은 일은 아니라고 생각하는 사람들. 이런 모습에서 우리는 우리 자신의 모습을 투영시켜 볼 수 있다.
두 번째로, 읽기 편한 쉬운 문체와 언어의 사용 및 빈번한 대화체 서술을 통해 가독성을 높이고 있다. 마지막으로 장시궈는 독자들의 지적 호기심을 충족시켜 준다. 작품에서 다루어지는 다중우주론, 즉 다른 차원의 우주에 대한 이야기는 SF소설의 거장들이 빠지지 않고 다루어 왔던 소재들이다. 기호와 기대치가 한층 높아진 독자들의 구미를 사로잡을 만한 효과적인 소재들을 채택해 내용을 구성했다. 다중우주론에 대한 물리학도로서의 통찰과 이를 작가적 필치로 풀어내는 그의 서술 방식은 독자들을 사로잡기에 충분하다.